# Битви Александра Великого
У цій статті у хронологічному порядку перераховані головні битви Александра Македонського, включаючи битви до смерті Філіпа II і приходу до влади Александра, похід у Середню Азію та Індію.

## Битви в Греції та Фракії
- 340 р. до н. е. — Повстання медів — У віці 16 років Александр придушив повсталих медів, фракійського племені на північно-східному кордоні Македонії, у той час як його батько, Філіп II, взяв в облогу Візантій на Босфорі (Плутарх, «Олександр»).

- Серпень, 338 р. до н. е. — Битва при Херонеї — у центральній Греції об'єднане військо Афін, Фів та інших міст Еллади було розгромлено македонським царем Філіпом II. У віці 18 років Александр очолював ліве крило македонської армії. Після битви Греція визнала владу Македонії над собою.

- Весна-літо, 335 р. до н. е. — Похід на Балкани — Перші битви Александра у ролі македонського царя. По ходу боїв на Балканах до річки Істр (сучасний Дунай) розбитий ряд повсталих фракійських і іллірійських племен (трибали, піони, гети, тавлантії тощо).

- Вересень, 335 р. до н. е. — Облога Фів — стрімкий кидок з Іллірії на штурм повсталого міста Фіви у Беотії, одного з найсильніших в Елладі того часу. Швидка перемога і руйнування давнього і сильного міста придушили волю греків до опору.

## Похід до Азії (334—324 рр. до н.е.)

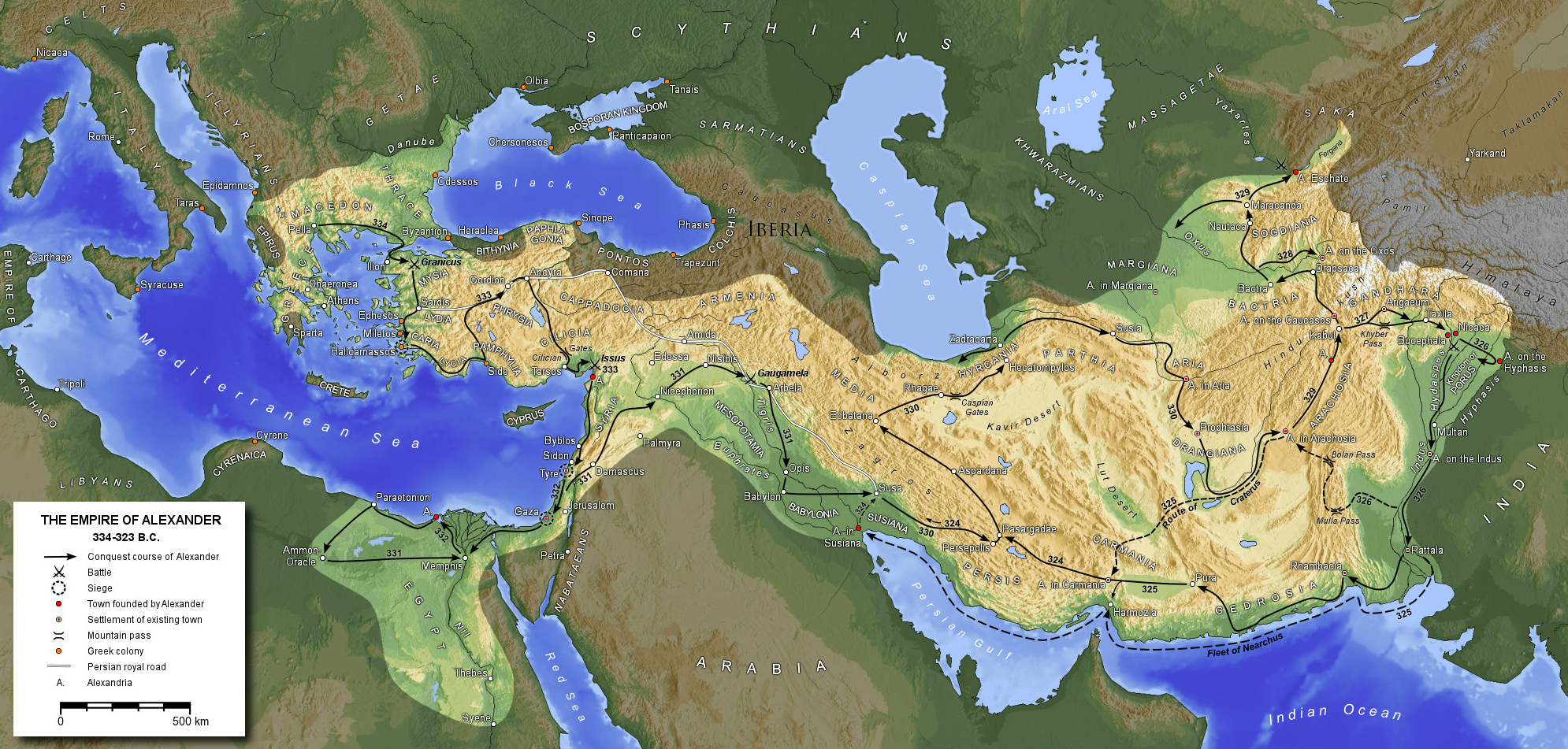
Місця битв в Азії на карті імперії Александра

- Травень, 334 р. до н. е. — Битва на річці Гранік — Александр Великий розбив військо перських сатрапів на річці Гранік у Малій Азії, недалеко від легендарної Трої. Після битви вся Мала Азія протягом року потрапила під владу Александра.

- Осінь, 334 р. до н. е. — Облога Галікарнаса — облога і штурм столиці Карії, прибережного міста Галікарнаса на південному краю півострова Мала Азія. В ході облоги загинуло чимало солдатів із гарнізону, але персам вдалося вирватися морем. Галікарнас було здано (без мешканців) після важкого бою і зруйновано за наказом Александра.

- У листопаді, 333 р. до н. е. — Битва при Іссі —  розгромлено перське військо царя Дарія III у Кілікії (Мала Азія). Александр легко поранений мечем у стегно. Дарій втік, Александр міг без перешкод продовжити завоювання Азії.

- Січень-липень, 332 р. до н. е. — Облога Тіра — семимісячна облога і взяття штурмом неприступного фінікійського міста Тір. Перська держава позбулася свого морського флоту, оскільки основні приморські бази і міста опинилися під владою Александра.

- Вересень-жовтень, 332 р. до н. е. — Облога Гази — 2-х місячна облога і взяття штурмом міста Газа у Палестині. Александр важко поранений стрілою в плече. Після падіння Гази Александр легко опанував Єгиптом.

- 1 жовтня, 331 р. до н. е. — Битва при Гавгамелах — вирішальний бій, після якого Перська імперія припинила існування. Військо перського царя Дарія III розбито за річкою Євфрат, на території сучасного іракського Курдистану. Дарій втік, але незабаром був убитий своїм сатрапом.

- 329 - 327 роки до н. е. — Гірська війна —  Війна у Согдіані та Бактрії з місцевими повстанцями. Битви мають локальний характер, місцеві правителі за допомогою партизанських дій намагаються завоювати феодальну незалежність. Після знищення лідерів і захоплення гірських фортець опір місцевої знаті переважно придушений.

- Липень, 326 р. до н. е. — Битва на річці Гідасп — битва з індійським царем Пором на річці Гідасп (сучасний Джелам), східною притокою річки Інд. Македонці вперше боролися зі слонами та зазнали значних втрат, після яких відмовилися йти за Александром далі на схід.

- 326 - 325 роки до н. е. — Штурм міста маллів — бої з племенами Індії, які проживають уздовж річок Гідасп і Інд. Вимушений відмовитися від походу на Схід, Александр повертався до Персії через нові землі, приєднуючи або винищуючи місцевих жителів. У бою за одне з міст народності малли Александр був важко поранений стрілою у груди і лише дивом вижив.